# Sarinda nigra
Sarinda nigra är en spindelart som beskrevs av Peckham, Peckham 1892. 
Sarinda nigra ingår i släktet Sarinda och familjen hoppspindlar. Inga underarter finns listade i Catalogue of Life.